# Паневежис
Паневежис (литв. Panevėžys, рус. Поневеж, пољ. Poniewież) је један од већих градова у Литванији. Он се налази на северу земље, на важној магистрали Минск-Вилњус-Рига. Паневежис чини самосталну град-општину у оквиру истоименог округа Паневежис, чије је управно средиште.
Паневежис се простире се на 50 km² и према последњим проценама у њему је живело 113.653 становника.

## Природни услови
Град Паневежис се налази у североисточном делу Литваније, на 140 km северно од главног града државе, Вилњуса.
Паневежис је смештен у равничарској области на приближно 55 m надморске висине. У граду и око њега има више мањих језера ледничког порекла. Кроз сам град протиче река Невежис, за коју је везано и име града (Паневежис значи „дуж Невежиса").

## Становништво
Према последњем попису из 2001. године у Паневежису је живело 113.653 становника. Од тога Литванци чине огромну већину, док су мањине Пољаци и Руси. Некада бројна јеврејска заједница је нестала у Другом светском рату.

## Знаменитости
Паневежис је познат као културно и образовно средиште североисточне Литваније.

## Галерија слика
- Римокатоличка катедрала св. Петра и Павла
- Руска православна Црква св. Тројице
- Градска гимназија